# Diphenylsulfid
Diphenylsulfid ist eine chemische Verbindung aus der Gruppe der Thioether. Sie kann aus Diphenylsulfon dargestellt werden.